# Levan polisacárido

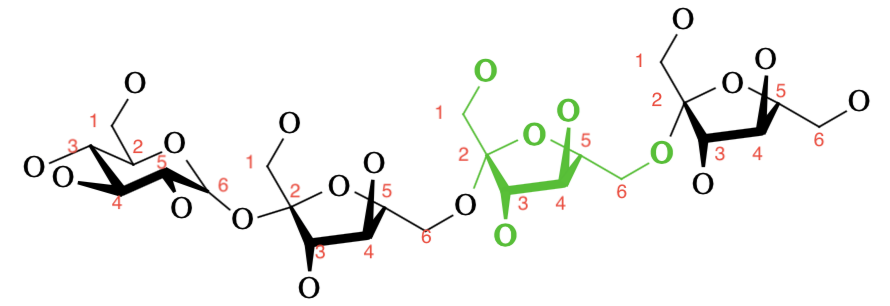
Levan en la forma lineal con conexiones 2,6 beta glicosídicas.

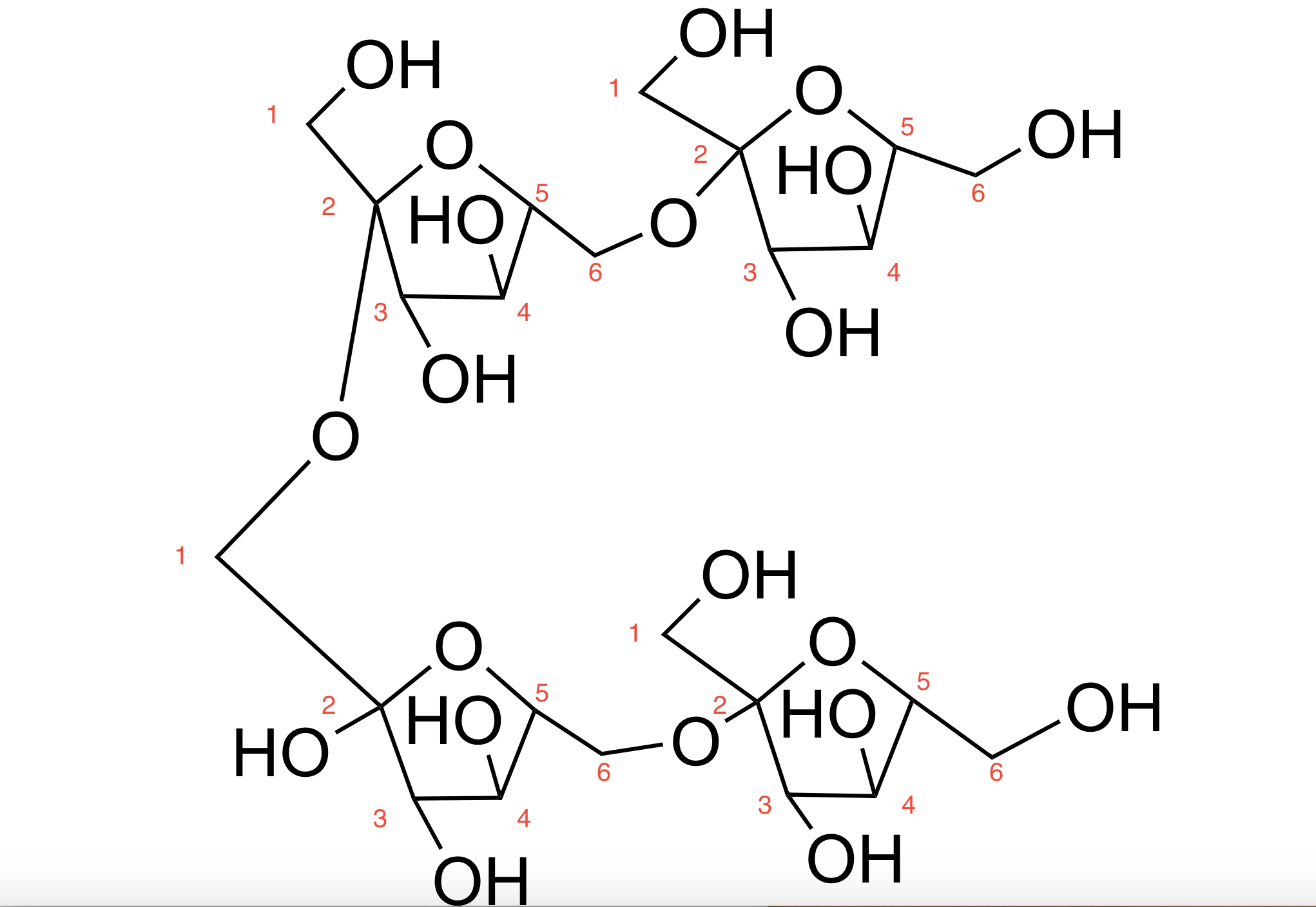
Levan en las conexiones glicosídicas 2,1 beta ramificadas.

Levan es un carbohidrato no estructural presente en muchas plantas y microorganismos. El descubrimiento original de levan empezó debido al interés en un plato japonés tradicional conocido como nattō. A finales de 1800, se promovía el consumo de nattō en Japón, pues era considerado un superalimento, relacionado con el mejoramiento de la salud y la longevidad. En 1881, Lippmann primero descubrió el «lävulan» (levan) como una goma remanente de la producción industrial de melazas de remolacha. En 1901, Greig-Smith acuñó el nombre «levan», basado en sus propiedades levorrotatorias en luz polarizada. Este polímero está formado por fructosa, un azúcar monosacárido, conectado en enlaces 2,6 beta glucosídicos. Levan puede tener tanto una estructura lineal como ramificada de peso molecular relavitamente bajo. En la versión ramificada, levan forma una estructura similar a una esfera pequeña. Esta estructura tiene cadenas basales de nueve unidades de longitud, las cuales contienen ramificaciones de 2,1, que permiten la formación y la creación de los éteres de metilo de forma esférica. Los extremos de levan también tienden a contener un residuo glicosil. La estructura ramificada de levan tiende a ser más estable que la estructura lineal. Sin embargo, la cantidad de ramificaciones y la longitud de polimerización varían entre especies. El levan más corto es la 6-kestosa, que esencialmente es una cadena de dos moléculas de fructosa y una molécula de glucosa terminal.

## Propiedades
Levan posee un conjunto diverso de propiedades. Los enlaces 2,6 beta de levan le permiten ser soluble tanto en agua como en aceite. Sin embargo, la temperatura del agua varía el grado de solubilidad. Levan es insoluble en muchos solventes orgánicos, como metanol, etanol, isopropanol, etcétera. Las ramificaciones de levan también le permiten tener una alta fuerza de cohesión, y los grupos hidroxilo contribuyen a la adhesión con otras moléculas. Además, la viscosidad intrínseca n tiende a ser muy baja para levan. Esto permite que levan pueda ser utilizado en farmacéutica.

## Implicaciones mundiales reales
Levan es utilizado en la elaboración de productos en muchas industrias alimentarias, producción de bebidas, cosméticos, e incluso medicinas. Una de las razones por las que levan puede ser utilizado de esta manera tan versátil es que cumple todas las medidas de seguridad. Levan no causa irritación en la piel, ni en los ojos, no provoca reacciones alérgicas y no representa amenaza citotóxica alguna.